# Калина, Антоний
Анто́ний Кали́на (пол. Antoni Kalina; 23 мая 1846, Крэмпа — 3 мая 1906, Львов) — польский славист, этнограф.

## Биография
Получив специальное образование в Бреславле и Берлине, он путешествовал по славянским землям и в 1877 году занял кафедру славянской филологии в Львовском университете. В 1893—1894 годах — декан философского факультета, а в 1904 году — ректор Львовского университета.
Его сочинения особенно важны богатством собранного в них материала; из них более интересны: «Rozbiór krytyczny pieśni Bogarodzica» (1880), «La langue des tziganes slovaques» (1882), «Historia języka polskiego» (1883), «Historia języka bułgarskiego» и многие другие.
Умер 3 мая 1906 года во Львове. Похоронен на Лычаковском кладбище.

### Личная жизнь
Антоний Калина женился в 1892 году на Марии Пивковской. У них было трое детей — сын Леон (1893—1942), дочь Сесилия (1900—1989) и ещё один сын, умерший в детстве.